# Martina Capelli
Martina Capelli (Parma, 19 febbraio 1992) è una dirigente sportivo ed ex calciatrice italiana, di ruolo centrocampista, club manager del Parma femminile.

## Carriera

### Calciatrice
Martina Capelli inizia la sua carriera a 13 anni in un club parmigiano, il Crociati Noceto, disputando sia il campionato di Serie D che di Serie C. All'età di 15 anni viene selezionata per la Rappresentativa Regionale dell'Emilia Romagna per passare poi alla Nazionale Under 17 guidata da mister Corradini. A partire dal 2008 è uno dei punti di riferimento della formazione primavera della Reggiana ed allo stesso tempo viene aggregata alla prima squadra impegnata in Serie A, nel massimo livello del campionato italiano. Esordisce con la formazione titolare il 29 agosto 2010 durante il match di Supercoppa italiana 2010 contro la Torres femminile, disputatasi allo Stadio Morandi di Umbertide. Con l'inizio del campionato quindi esordisce in serie A disputando tutte le partite. Al termine del campionato, a causa della situazione economica, la società rinuncia all'iscrizione alla Serie A  nella stagione 2011-2012 preferendo ripartire dalla Serie C regionale, di conseguenza svincola le proprie tesserate. Capelli si dedica principalmente agli studi universitari, disputando il campionato di serie B con l'Olimpia Vignola e segnando il gol decisivo all'ultima giornata valevole per la permanenza nel campionato cadetto. A fine stagione riceve il premio "Top eleven" dove vengono selezionate le migliori giocatrici del campionato. Durante lo stesso anno, nel maggio 2013, vince la medaglia d'argento a Campionati Universitari di calcio a 5 disputatisi a Cassino.
Nel luglio del 2013 firma per l'Herforder, squadra che milita nella 2. Frauen-Bundesliga tedesca rimanendo fino a gennaio dell'anno successivo, per passare poi alla neoistituita MSV Duisburg dove, causa alcuni problemi fisici, viene schierata anche tra le file della seconda squadra fino a novembre 2014 quando poi decide di trasferirsi all'Espanyol, per giocare in Primera División, il livello di vertice del campionato spagnolo, contribuendo positivamente a raggiungere una tranquilla salvezza della squadra catalana.
A causa delle scarse risorse economiche del club catalano, nella stagione 2015-2016, firma per lo Sporting Club de Huelva, sempre iscritta alla massima serie del campionato spagnolo.
Nel novembre del 2015 risponde alla convocazione della nazionale italiana Under-23 guidata dal tecnico italiano Rosario Amendola.
A gennaio del 2016 decide di sposare il progetto del Como 2000, società iscritta al campionato di Serie B, riuscendo a conquistare la prima posizione in classifica del Girone A con la conseguente promozione in Serie A dopo un anno di cadetteria. In quel periodo risponde inoltre a una seconda convocazione della nazionale italiana Under-23.
Nell'estate del 2016, gioca negli Stati Uniti tra le file dell'OSA FC, squadra iscritta alla Women's Premier Soccer League (WPSL).
Nella stagione 2016-2017, firma per il Neunkirch, società svizzera iscritta al campionato di Lega Nazionale A, massima serie del campionato svizzero femminile di calcio. Alla guida del tecnico Hasan Dracić condivide con le compagne la conquista della finale di Coppa Svizzera e del campionato. A causa della mancanza della copertura finanziaria e amministrativa per poter competere la società comunica di non iscriversi al campionato successivo, svincolando di conseguenza le proprie tesserate.
Nel luglio del 2017 firma per la squadra cipriota Apollon Ladies che partecipa al turno preliminare della UEFA Women's Champions League 2017-2018.Il 22 agosto esordisce nella fase a gironi della UEFA Women's Champions League..
Il 29 ottobre 2017 vince la supercoppa cipriota contro le rivali del Barcelona FA.
Il 5 novembre 2017 disputa la prima partita del campionato cipriota esordendo contro le rivali del Champions Ypsona, siglando anche una rete.
Il 6 maggio 2018 vince la coppa cipriota contro le rivali del Barcelona Fa, segnando il rigore decisivo del definitivo 6 a 5 per la squadra di Limassol.
Il 18 luglio dello stesso anno, firma per la sezione femminile del Milan. Tuttavia, dopo aver raccolto solo cinque presenze con le rossonere, nel 2020 Capelli annuncia il ritiro dal calcio giocato.

### Dopo il ritiro
Nel 2021, Capelli torna a lavorare nel mondo del calcio, iniziando a collaborare con la segreteria sportiva del Settore Giovanile e Femminile del Parma.
Tuttavia, già nell'estate dell'anno successivo, con l'approdo ufficiale della squadra femminile nella massima serie nazionale (in seguito all'acquisizione del titolo sportivo dell'Empoli Ladies), la ex-calciatrice viene non solo confermata nello staff della società, ma anche promossa al ruolo di club manager del Parma femminile.

## Palmarès

### Club
- Campionato svizzero: 1

Neunkirch: 2016-2017
- Coppa Svizzera: 1

Neunkirch: 2016-2017
- Campionato italiano di Serie B: 1

Como 2000: 2015-2016
- Coppa Andalucia: 1

Huelva: 2015-2016
- Supercoppa Cipro: 1

Apollon Ladies: 2016-2017
- Coppa di Cipro femminile: 1

Apollon Ladies: 2017-2018